# Municipio de Ecatzingo
El municipio de Ecatzingo (el nombre proviene del náhuatl y significa "lugar consagrado al viento") es uno de los ciento veinticinco municipios del Estado de México situado en el suroriente de la entidad federativa mexicana, el cual se trata de una comunidad mayormente rural que tiene una superficie de 50,799 km² Los inicios de Ecatzingo datan aproximadamente, de los siglos XI o XII, cuando fue fundado por xochimilcas. Limita al norte con Atlautla y al sur con el municipio de Ocuituco del estado de Morelos, al este y oeste con el municipio de Tétela estado de Morelos. Según el censo del 2010 tiene una población total de 9369 habitantes.

## Geografía
El municipio de Ecatzingo, se localiza en la parte sur del estado, tiene una altura máxima de 2290 metros sobre el nivel del mar. Su distancia aproximada a Toluca de Lerdo, la capital del estado, es de 161 kilómetros.

## Cultura Popular[8]

#### Artesanía y cantería
De sus minas se obtiene cantera negra para la elaboración de artesanías, los pobladores del municipio se desempeñan como labradores de la piedra cantera cuyo objetivo es convertirla en materiales de múltiples usos, desde figuras (fuentes de agua, cruces y arcos) y estatuas, así como pisos, muros, entre otros. Sin embargo, la actividad artesanal es desarrollada por pocas personas que se dedican a la realización de artesanías.

#### Música
Bandas de viento, tropical, norteña, de estudiantina.

#### Casas de Cultura y Bibliotecas Públicas
El municipio de Ecatzingo cuenta con una biblioteca pública: Benito Juárez  y una casa de cultura: 
• Casa de Cultura Ehécatl o Pedro Patiño Ixtolique.
Pedro Patiño Ixtolique

## Patrimonio Natural
Rico en vegetación, entre los árboles que prevalecen están el pino, el ocote, el sauce, el nogal y el oyamel; también es importante su aportación a la medicina tradicional por el cultivo de hierbabuena, cilantro, romero, ruda, cedrón, manzanilla, epazote, té de monte, tomillo, orégano, laurel y perejil.

### Parques ecológicos

#### El Salto Ecatzingo
Recurso ecológico que encuentra en Ecatzingo de Hidalgo, cabecera municipal de Ecatzingo, zona boscosa, pequeños arroyos y fauna propia.

#### Paraje de Neblina, Ecatzingo
Recurso ecológico que se encuentra en la entrada del municipio de Ecatzingo, para apreciar dicho fenómeno se constituye un ciclo de avistamiento de una hora.

### Parque ecoturístico

#### Parque Nuevo México, Ecatzingo
Recurso ecológico Artístico-Cultural que se encuentra a un costado de la carretera de San Juan Tlacotompa.

### Parque estatal

#### Parque Estatal Santuario del Agua de Manantial, Ecatzingo
Recurso ecológico que se encuentra en la zona de manantiales del municipio de Ecatzingo, con una superficie de 9,152 hectáreas, zona destinada a la preservación, protección, conservación, restauración y aprovechamiento sustentables del entorno.

### Parque urbano

#### Parque Bicentenario, Ecatzingo
Recurso ecológico de entretenimiento que cuenta con amplias áreas verdes, juegos infantiles y canchas deportivas, se encuentra a un costado del Mercado Municipal y de las instalaciones del Sistema Municipal DIF, del municipio de Ecatzingo.

## Patrimonio cultural
- Casa de Cultura Pedro Patiño Ixtolique[17]
- Biblioteca Benito Juárez[18]

## Patrimonio histórico
Cuenta con varios lugares de interés social, edificados en la época colonial, así como el monumento dedicado a Miguel Hidalgo y Costilla, construido en 1986.
- Parroquia de Tecomaxusco
- Iglesia de San Miguel Arcángel

## Patrimonio intangible

### Festival Cultural de la miel y la cantera
Festividad con más de 30 años antes denominada Feria de la miel, en la que se reúnen los principales productores y exportadores de miel, así como trabajadores de cantera, cuya actividad es característica de los pobladores del municipio de Ecatzingo.

## Centro deportivo
- Unidad Deportiva Tetoxco, ubicada al oriente de la entidad.

## Personas destacadas
- Gregorio Rivero: General de la Revolución Mexicana[20]
- Perfecto Carmona: Militar[20]